# Andrea Brenta
Andrea Brenta (Varenna, 3 gennaio 1813 – Como, 11 aprile 1849) è stato un patriota e condottiero italiano.

## Biografia
Dopo aver trascorso la giovinezza a Varenna, nel 1831 si trasferì in Val d'Intelvi, dove con l'aiuto della moglie Lucia e del padre Giacomo divenne il gestore di un'osteria detta "De l'uselino", che ben presto divenne un ricetto di insurrezionisti.
Eroe della prima guerra di indipendenza italiana, combatté con Garibaldi e con l'esercito piemontese nella battaglia di Custoza, e partecipò alla liberazione di Como, della Valtellina e della Val d'Intelvi. Con Mazzini a Lugano guidò la insurrezione della Val d'Intelvi nella primavera 1848 in cui respinse l'attacco dell'esercito austriaco a Cavrano (Dizzasco) proteggendo così la valle da rappresaglie, massacri e saccheggi. Ma la rivolta popolare capeggiata dal Brenta e mal condotta dal generale D'Apice si risolse tragicamente: a ricordo è una lapide in Comune di Dizzasco di cui segue il testo:
La notte fra il 7 e 8 aprile 1849 Andrea Brenta fu tradito: l'osteria "Fuin" ove si trovava a Casasco d'Intelvi venne circondata dagli austriaci e il Brenta fu catturato assieme ai compagni Andrea Andreetti e Giovanbattista Vittori e quindi imprigionato a Bassone, vicino a di Como, dove condannato a morte insieme ai suoi commilitoni. L'11 aprile 1849 fu fucilato da un plotone di esecuzione austriaco davanti alla Basilica di San Carpoforo, morì gridando: "Viva l'Italia e i miei nove figli" o "Viva l'Italia, i miei figli mi vendicheranno". Venne seppellito in una fossa comune nel vicino cimitero del Baradello, dove il suo corpo fu riesumato 11 anni dopo per essere trasferito con gli onori nel cimitero maggiore di Como.

### Esplicative
1. ↑  faina in dialetto lombardo
2. ↑  Secondo la versione riportata da Franco Bartolini

### Bibliografiche
1. 1 2 3  Bartolini, I segreti del Lago [...], p. 54.
2. ↑  Bartolini, I segreti del Lago [...], p. 56.